# شبی که به خانه آمدند
شبی که به خانه آمدند (انگلیسی: The Night They Came Home) یک فیلم دلهره‌آور آمریکایی در سبک وسترن محصول سال ۲۰۲۴ به کارگردانی پل جی ولک، نویسندگی جان ای. روسو و جیمز اوبراین است. برایان آستین گرین، رابرت کارادین، چارلی تاونسند، تیم آبل، کلسی راینهارت و دنی ترخو در این فیلم به ایفای نقش پرداخته‌اند.
این فیلم در ۱۲ ژانویه ۲۰۲۴ توسط لاینزگیت منتشر شد.

## خلاصه داستان
در غرب قدیم در پایان دهه ۱۸۰۰، یک مارشال آمریکایی با بومیان آمریکایی شریک شد تا باند روفوس باک را در قلمرو سرخپوستان شکار کند.